# Philibert-Augustin de Beylié
Pour les articles homonymes, voir Beylié.
Philibert-Augustin Bernard de Beylié, né le 19 octobre 1730 à Grenoble (Isère), mort le 6 mai 1797 à Paris, est un général de brigade et député français de la Révolution.

## États de service
Il entre en service comme enseigne dans le corps royal d’artillerie des colonies en 1750, puis il est employé à Pondichéry, et sur la côte de Coromandel. Il gagne tous ses grades dans nos possessions d'outre-mer, et il est fait chevalier de Saint-Louis en 1778. Il est nommé brigadier d’artillerie en 1781, et il est promu maréchal de camp en Indes orientales. 
Il est élu député du tiers état le 13 mars 1789, aux États généraux, par les Indes orientales, et il prête le serment civique à la séance de l'Assemblée le 19 septembre 1790, avec son collègue Louis Monneron. Le 6 juin 1791, ces deux députés signent ensemble une lettre à Jean-Nicolas Démeunier, membre du comité de constitution, lettre dans laquelle ils font connaître leur opinion relatives à la représentation des colonies dans la législature prochaine.
Il meurt le 6 mai 1797, à Paris.

## Famille
- Frère du général Claude de Beylié (1729-1817).
- Arrière grand-père du général Léon de Beylié (1849-1910).